# ديكنسون إس. ميلر
ديكنسون إس. ميلر (بالإنجليزية: Dickinson S. Miller) هو فيلسوف أمريكي، ولد في 7 أكتوبر 1868، وتوفي في 13 نوفمبر 1963.